# وقتی که مردی زنی را دوست دارد (فیلم)
وقتی که مردی زنی را دوست دارد (به انگلیسی: When a Man Loves a Woman) فیلمی محصول سال ۱۹۹۴ و به کارگردانی لوئیس ماندوکی است. در این فیلم بازیگرانی همچون اندی گارسیا، مگ رایان، لورن تام، الن برستین، فیلیپ سیمور هافمن، تینا میجرینو و می ویتمن ایفای نقش کرده‌اند.